# Districte d'Angónia
El districte d'Angónia és un districte de Moçambic, situat a la província de Tete. Té una superfície de 3.437 kilòmetres quadrats. En 2007 comptava amb una població de 303.127 habitants. Limita al nord i nord-est amb el districte de Dedza i del districte de Ntcheu a Malawi, a l'oest amb el districte de Macanga i al sud i est amb el districte de Tsangano.

## Divisió administrativa
El districte està dividit en dos postos administrativos (Domué i Ulongué), compostos per les següents localitats:
- Posto Administrativo de Domué:
  - Binga
  - Catondo
  - Caphessa
  - Chifumbe
  - Domué
  - Khombe
  - Liranga
  - Mpandula
  - Ndaula
  - N'khame
  - Seze
- Posto Administrativo de Ulongué:
  - Município de Ulongué
  - Chimwala
  - Dzuanga
  - Kalomwe
  - Man'gane
  - Mawonekera
  - Namigoha